# Новопавловка (Михайловское)
Новопавловка (на руски: Новопавловка) е хутор в Кантемировски район на Воронежка област на Русия.
Влиза в състава на селището от селски тип Михайловское.

## География

### Улици
- ул. Зелёный Яр,
- ул. Лесная,
- ул. Луговая,
- ул. Молодёжная.

## Население
| 2010 |
| ---- |
| 212  |